# Lövőpetri
Lövőpetri is een plaats (község) en gemeente in het Hongaarse comitaat Szabolcs-Szatmár-Bereg. Lövőpetri telt 515 inwoners (2001).